# Giovanni Minzoni
Giovanni Minzoni (Ravenne (Italie) 1er juillet 1885 - Argenta (Italie) 23 août 1923) est un religieux et antifasciste italien. Il meurt assassiné par des fascistes.

## Biographie
Ordonné prêtre en 1909, Don Minzoni cherche à dialoguer avec les prolétaires italiens. Il devient aumônier militaire et reçoit la médaille militaire pour son courage pendant la première guerre mondiale.
Il adhère au Parti Populaire Italien et est ami de certains députés socialistes. Il s'oppose alors à la montée du Fascisme, lors d'une conférence le 8 juillet 1923. Il meurt le 23 aout 1923 sous les coups de deux miliciens fascistes.

### Sources
- (it) Cet article est partiellement ou en totalité issu de l’article de Wikipédia en italien intitulé « Giovanni Minzoni » (voir la liste des auteurs).